# Дзюба Сергій Васильович
Дзюба Сергій Васильович (нар. 3 листопада 1978, Київ, Україна) — український сценарист, режисер, письменник.

## Життєпис
Народився 3 листопада 1978 року в Києві. Навчався у київський СШ № 89.
У 2001 році закінчив факультет режисури Київського національного університету культури і мистецтв, курс Юрія Муравицького.
Журналіст і учасник телевізійного реаліті-шоу «За склом», а також «Козаки-розбійники» на «Новому каналі». Журналіст і учасник телепроєкту «За 80 днів навколо світу на мотоциклі» — «Новий канал», проєкту «Ігри патріотів» т/к «Інтер» 2006 р. Від 2009 року — креативний продюсер компанії «Творчий альянс».
2022 року пішов до лав ЗСУ,  у вересні 2022 року був поранений у бою під Горлівкою. Отримав нагороду "Сталевий хрест".

## У кіно
Сценарист
- 2018 — «Позивний Бандерас» — військовий детективний фільм про події під час АТО[3]
- 2019 — Заборонений — про Василя Стуса[4].

Письменник
- «Позивний Бандерас» (2018)[5].
- «Заборонений. Історія життя і боротьби Василя Стуса» (2019).